# أنطونيو إيلي
أنطونيو إيلي هو سياسي كندي، ولد في 9 ديسمبر 1893 في بيه دو فيفر في كندا، وتوفي بنفس المكان في 15 يناير 1968. نشط حزبياً في Conservative Party of Quebec (historical) ‏. وقد انتخب عضو الجمعية الوطنية في كيبك ‏.